# Charles Gilbert (maître écrivain)
Pour les articles homonymes, voir Charles Gilbert et Gilbert.
Charles Gilbert (Paris, 8 décembre 1642 - 16 février 1728) est un maître écrivain français, actif à Paris dans le dernier quart du XVIIe siècle et le premier quart du XVIIIe siècle.

## Biographie
C'est un disciple de Nicolas Jarry (calligraphe). Il a été maître à écrire de Louis de France (1682-1712), duc de Bourgogne, petit-fils de Louis XIV, secrétaire du roi, et également maître à écrire des Pages des grandes Ecuries du Roi, charge en laquelle il succède à Etienne Deschamps en 1714. Il est mort en 1728.
Il a été marié à Marguerite Robert, d'où :
- Jeanne Gilbert (1660- 25 octobre 1716) qui épouse en décembre 1685 Joseph Fleuriau d'Armenonville (1661-1728)[1] ;
- Louis-Charles Gilbert, président en la Chambre des Comptes en 1691 ;
- Nicolas Gilbert, conseiller en la cour des Aides reçu en 1703.
- Pierre Charles Gilbert, également maître écrivain.

## Copies d'œuvres profanes
- Cartes des marches et mouvements, et plans de tous les postes occupez par l’armée du roy... pendant la campagne de l’an MDC LXXVIII... Manuscrit sur parchemin, avec bordures bordées et miniatures, après 1678. Paris BNF (Mss.) : Rés. Ms. Fr. 7891. voir. Idem..., pendant l'année M.DC.LXXVI. Manuscrit sur parchemin, après 1678. Paris BNF (Mss.) : Rés. Ms. Fr. 7892. Ce manuscrit porte un début un beau portrait du roi. Les manuscrits 7893 et 7894 appartiennent à la même série. L'ensemble est attribué à Gilbert, sans preuve.
- Grammaire à l'usage du Dauphin. Copie de la main de Charles Gilbert, exécutée en 1690 pour le duc de Bourgogne. Paris BNF (Mss.).
- Grammaire latine pour Monseigneur le Dauphin, composée par M. de Meaux et de Soissons. Manuscrit sur papier, 120 f. XVIIe siècle, attribuable à Charles Gilbert. Paris BNF (Mss.) : Ms. N.A.F. 10003.
- Cahier d'écriture du Dauphin. Copie probablement de la main de Gibert, destinée au duc de Bourgogne. Paris SG : Ms 2219. Papier. 17 f. 213 × 275 mm (oblong). Relié en maroquin rouge, aux armes du Dauphin. Une note, qui se trouve au f. 17, indique que ce cahier a été donné par M. Gilbert, maître d'écriture du Dauphin, à M. Baudry de la Giraudière, le 1er juin 1672, à Saint-Germain en Laye.
- État abrégé de la marine du Roi, au premier janvier 1693. Petit 4° sur vélin, 83 f., écrit par Gilbert avec des lettres en or et en couleurs[2]. Plus tard, les États abrégés furent copiés par Pierre-Benjamin Gallemant.
- Nicolas Desmarets. Année 1710. Finances. Manuscrit 2° sur papier, calligraphié et ornementé à l'encre avec diverses scènes allégoriques louant Force, Justice et Abondance, des décorations florales et des ornements divers, souvent à l'effigie du Roi Soleil. Attribué à Charles Gilbert, dans une reliure aux armes de l'auteur, Nicolas Desmarets, contrôleur général des Finances de 1708 à 1715. Au volume est joint une lettre manuscrite du 17 août 1714 signée par Louis de Lorraine, réclamant de Bougainvilliers qu'il accorde les lettres de retenue à Gilbert pour sa nouvelle charge de Maître à écrire des Pages des grandes Ecuries du Roi. (Vente à Paris, 2003).
- Expéditions de l'ordre de Saint-Louis en faveur des officiers de la marine et des galères, en exécution de l'édit de création, du mois d'avril 1693, jusqu'en 1703. Manuscrit sur papier, XX-281 p., c. 1703. Paris BNF : Ms. fr. 8211.
- [Recueil d'ornements typographiques]. Paris SG : Ms. 5835. Daté fin XVIIe siècle-début XVIIIe siècle (mention "C. Gilbert scrib. 1694" sur le premier ornement). Papier et parchemin, 135 x 90 mm, [1]-41-[1] f. Contient 80 dessins à la mine de plomb, sanguine et encre brune et noire. Provenance : Recueil composé au XIXe siècle par Prosper Tarbé (1809-1871), constitué avec des pièces provenant de la collection Sourdon du Mesnil de Saint Cyr.

## Copies d'œuvres spirituelles ou sacrées

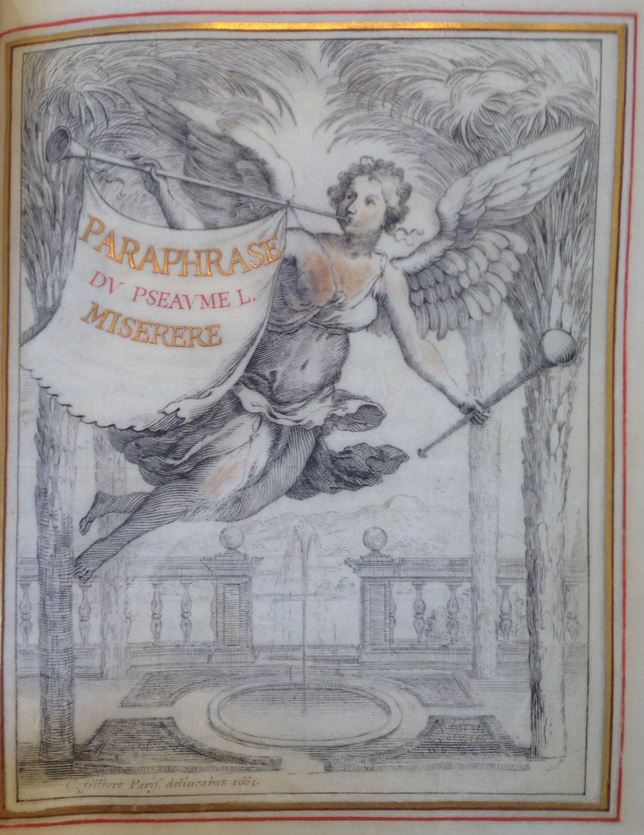
Page de titre de la "Paraphrase du psaume L. Miserere" (1663). Paris, Bibl. Maz. : Ms. 4746.

- Paraphrase du pseaume L. Miserere. Manuscrit daté 1663, précédé d'un dessins original à la plume également signé de Gilbert, relié en maroquin rouge. Paris Maz. : Ms. 4746, acquis en 2017. Cf. Portalis 1897 p. 249.
- [Octave de Périgny], Catéchisme pour Monseigneur le Dauphin. Écrit par C. Gilbert, son maître à écrire, 1674. Manuscrit petit 8°, maroquin rouge, aux armes du Dauphin. Amiens : Bibliothèques d'Amiens Métropole, Ms Lescalopier 36. Ouvrage édité par Eugène Griselle dans l'appendice de sa thèse De munere pastorali quod contionando adimplevit tempore praesertim meldensis episcopatus Jacobus Benignus Bossuet.., qui l'attribue à Bossuet (Paris, 1901, p. 145, et 214-233). Le texte apparaît également dans le recueil de la Bibliothèque historique de la Ville de Paris (voir ci-dessous), où Gilbert le dit "composé par Monsieur le Président de Perigny, precepteur de Monseigneur le Dauphin".
- A Dieu soit honneur et gloire. Manuscrit daté 1686, 52 f. (Chicago, Newberry Library).
- Prières durant la sainte Messe pour tous les jours de la semaine. C. Gilbert scrib. et ping., 1690. Manuscrit sur vélin, 20 f. avec initiales ornées et fleurons. Reliure de Duseuil en maroquin rouge. Chantilly : Musée Condé, Ms. 110. Prov. Armand Cigongne.
- Prières saintes et chrétiennes pour Monseigneur. C. Gilbert, scripsit, 1703. Manuscrit sur vélin, en couleur et en or, à l'usage du duc de Bourgogne. 12°, 82 f. Paris BNF (Mss.) (cf. Cat. Rothschild 1, 36)
- Recueil de prières, psaumes, cantiques, catéchismes et méditations religieuses, écrit par Charles Gilbert, maître d'écriture du duc de Bourgogne. Suivi par une copie de la Guirlande de Julie par le même. 2°, environ 200 f. Paris, Bibliothèque historique de la Ville de Paris : 2-MS-RES-095 prov. vente Pierre-Louis Sourdon Dumesnil de Saint-Cyr, descendant direct de Charles Gilbert, 25 avril 1845. Exécuté sur un registre vierge de la Chapelle royale du Louvre, relié aux armes royales. Pourrait être une compilation personnelle faite par Gilbert de ses travaux d'œuvres sacrées. Comprend en dernière page l'extrait du registre paroissial de sa naissance et la date de sa mort.
- [Recueil de 9 feuillets sur vélin montés dans une reliure du XVIIIe siècle. Contient un extrait de calendrier, un état de matelots daté 1694, des réflexions morales, etc., à la fin une prière Post missam]. Dans le commerce en septembre 2022. Prov. Charles Gilbert fils, Pierre-Louis Sourdon Dumesnil de Saint-Cyr, descendant direct de Charles Gilbert, Prosper Tarbé.

## Autres exemples
- Le recueil d'Avignon[3] contient un exemple sur parchemin.